# Keiko Yokozawa
Keiko Nanba (Nombre en japonés: 横沢　啓子) es una actriz de voz japonesa. Es más conocida por sus papeles de Dorami (Doraemon), Mami Sakura (Esper Mami), Benio Hanamura (Haikara-san ga Tōru), y Sheeta (El castillo en el cielo)

## Papeles de voz

### Como actriz de voz
| Año       | Título                                                 | Papel                     | Notas                                                   |
| --------- | ------------------------------------------------------ | ------------------------- | ------------------------------------------------------- |
| 1975      | Haikara-san ga Tōru                                    | Benio Hanamura            | Anime\|-                                                |
| 1976      | Marco                                                  | Fana                      | Anime                                                   |
| 1976      | Dokaben                                                | Kyoko Asahina             | Anime                                                   |
| 1976      | Time Bokan                                             | Junko                     | Anime, 2 episodios                                      |
| 1976      | Paul no Miracle Daisakusen                             | Miina                     | Anime                                                   |
| 1976      | Shin Don Chuck Monogatari                              | Lala                      | Anime                                                   |
| 1977      | El bosque de Tallac: Jackie y Nuca                     | Jill                      | Anime                                                   |
| 1977      | Lupin III: Part II                                     | Eri Zadora                | Anime, episodio 103                                     |
| 1977      | Yatterman                                              | Maria                     | Anime, 1 episodio                                       |
| 1977      | Ashita e Attack!                                       | Sumie Nishi               | Anime\|-                                                |
| 1977      | Ippatsu Kanta-kun                                      | Itsuko / Motsuko          | Anime                                                   |
| 1977      | Wakakusa no Shârotto                                   | Charlotte                 | Anime                                                   |
| 1977      | Gasshin Sentai Mechander Robo                          | Mika Shikishima           | Anime                                                   |
| 1977-1978 | Wakakusa no Charlotte                                  | Charlotte                 | Anime                                                   |
| 1977      | Ippatsu Kanta-kun                                      | Itsuko/Motsuko            | Anime                                                   |
| 1978      | Las aventuras del Principito                           | La rosa                   | Anime, 11 episodios                                     |
| 1979-1983 | Doraemon                                               | Dorami/Mishiko Minamoto   | Anime                                                   |
| 1979      | Koguma no Misha                                        | Misha Potapych            | Anime                                                   |
| 1979      | Banner y Flappy                                        | Suu                       | Anime                                                   |
| 1979      | Gatchaman Fighter                                      | Varios personajes         | Anime                                                   |
| 1979      | Hokkyoku no Muushika Miishika                          | Yuuri                     | Anime                                                   |
| 1980      | Ashita no Joe 2                                        | Jun Shioya                | Anime                                                   |
| 1981      | Belle y Sebastián                                      | Angelina                  | Anime, 52 episodios                                     |
| 1980      | Doraemon, el dinosaurio de Nobita                      | P-suke                    | Película                                                |
| 1980      | Astro Boy                                              | Libyan                    | Anime                                                   |
| 1980      | Space Runaway Ideon                                    | Rin                       | Anime\|-                                                |
| 1980      | Sue Cat                                                | Maria                     | Anime                                                   |
| 1980      | Zenderman                                              | ?                         | Anime                                                   |
| 1980      | The Wonderful Adventures of Nils                       | Mats/Niño del pueblo      | Anime, episodio 21 y 35/episodio 1                      |
| 1980-1981 | Space Runaway Ideon                                    | Lin Formosa               | Anime, 21 episodios                                     |
| 1982      | Gauche the Cellist                                     | Niño ratón/Niña con Viola | Anime                                                   |
| 1982      | The Ideon: Be Invoked                                  | Lin Formosa               | Película                                                |
| 1982      | The Ideon: A Contact                                   | Lin Formosa               | Película                                                |
| 1982      | Patalliro!                                             | Marion                    | Anime, episodio: "Look Out, Patalliro"                  |
| 1982      | Densetsu-kyoshin ideon: Sesshoku-hen                   | Lin Formosa               | Anime                                                   |
| 1982      | The Kabocha Wine                                       | Eru / Natsumi Asaoka      | Anime                                                   |
| 1982      | Gekijô-ban Nirusu no fushigi na tabi                   | ?                         | Anime                                                   |
| 1983      | La Señora Pimienta                                     | Dônan Bon                 | Anime                                                   |
| 1981-1983 | Lum, la chica invasora                                 | Madre de Ten              | Anime, 2 episodios                                      |
| 1983      | Mirai keisatsu urashiman                               | Sophia                    | Anime                                                   |
| 1983      | Spoon Obasan                                           | Jin, Little Bon, Lou      | Anime                                                   |
| 1984      | Cho Kosoku Galvion                                     | Kei                       | Anime                                                   |
| 1984      | Doraemon: Nobita's Great Adventure into the Underworld | Dorami                    | Película                                                |
| 1984      | Oyoneko Boonyan                                        | Uzura Yudeta              | Anime                                                   |
| 1985      | Akuma Shima no prince: Mittsu-me ga tooru              | Pandra                    | Película de televisión                                  |
| 1985      | City Hunter                                            | Kumi                      | Anime                                                   |
| 1985      | Obake no Q-Taro 2                                      | 0-Jirou                   | Anime                                                   |
| 1986      | Karuizawa Syndrome                                     | Yukari Kuno               | Anime\|-                                                |
| 1987      | Cazador                                                | Kumi                      | Anime                                                   |
| 1987      | Chiquitina                                             | Misuzu                    | Anime                                                   |
| 1987      | Lady Lady!!                                            | Misuzu Midorigawa         | Anime                                                   |
| 1988      | Esupâ Mami: Hoshizora no danshingu rôru                | ?                         | Cortometraje de animación                               |
| 1988      | Lady Lady!!                                            | Misuzu Midorigawa         | Película                                                |
| 1989      | Dragon Ball                                            | Annin                     | Anime                                                   |
| 1989      | Legend of Lemnear                                      | Lian                      | Video                                                   |
| 1989      | Mini-Dora SOS                                          | Dorami                    | Película                                                |
| 1989      | Patlabor the Mobile Police                             | Takeo Kumagami            | Anime                                                   |
| 1987-1989 | Esper Mami                                             | Mami Sakura               | Anime, 120 episodios                                    |
| 1990      | Patlabor The Mobile Police: The New Files              | Takeo Kumagami            | Anime                                                   |
| 1991      | Dorami-chan: Wow, The Kid Gang of Bandits              | Dorami                    | Película                                                |
| 1991      | Tobé! Kujira no Peek                                   | Maira                     | Película                                                |
| 1992      | Supercampeones                                         | Sumie Nishi               | Anime                                                   |
| 1993      | Graine de champion                                     | Sumie Nishi               | Anime                                                   |
| 1993      | Dorami-chan: Hello, Dynosis Kids!!                     | Dorami                    | Película                                                |
| 1994      | PlasticLittle                                          | Mei                       | Video                                                   |
| 1994      | A Blue Straw Hat                                       | Dorami                    | Cortometraje de animación                               |
| 1995      | Blue Seed                                              | Wakama                    | Anime, episodio: "Yamato yo mahoroba, nageki no wakasa" |
| 1995      | 2112 Nen Doraemon Tanjō                                | Dorami                    | Película\|-                                             |
| 1996      | Doraemon y la fábrica de juguetes                      | Wicky                     | Película                                                |
| 1996      | Dorami & Doraemonzu: Robotto gakkô nana fushigi!?      | Dorami                    | Cortometraje de animación                               |
| 1997      | Bola de Dragón GT                                      | Annin                     | Anime, episodio: "Until We Meet Again..."               |
| 1998      | Doraemon Comes Back                                    | Dorami                    | Película                                                |
| 2001      | Dorami & Doraemons: Space Land's Critical Event        | Dorami                    | Película                                                |
| 2002      | Dorami & Doraemonzu: Uchûrando kiki ippatsu!           | Dorami                    | Cortometraje de animación                               |
| 2002      | Bola de dragón                                         | Annin                     | Anime, 2 episodios                                      |
| 2005      | Namuko kurosu Kapukon                                  | Roll Caskett              | Videojuego                                              |
| 2011      | Nichijou                                               | Narradora/Llave de Nano   | Anime, temporada 1, episodio 25.                        |

### Como actriz de doblaje
| Año  | Título               | Papel        | Notas      |
| ---- | -------------------- | ------------ | ---------- |
| 1983 | Aura Battler Dunbine | Silky Mau    | Anime      |
| 1997 | Rockman DASH         | Roll Caskett | Videojuego |
| 1998 | PB&J Otter           | Connie Crane | Anime      |

### Como intérprete de openings
| Año  | Serie            | Canción             |
| ---- | ---------------- | ------------------- |
| 1979 | Doraemon         | Doraemon no Uta     |
| 1990 | Gatapishi        | Canción de opertura |
| 1982 | The Kabocha Wine | Canción de opertura |